# 恐怖警报系统
恐怖警报系统是各國為應對潛在的恐怖活動而設立的紧急警报系统，它根據恐怖主义的威胁程度劃分為不同的級別。九一一袭击事件後，各國紛紛設立恐怖警报系统。

## 恐怖威胁等级
- 低：恐怖分子不太可能發動恐怖襲擊
- 中度：恐怖分子有可能發動恐怖襲擊
- 实质性：恐怖分子發動恐怖襲擊的可能性很大
- 严重：恐怖分子很有可能發動恐怖襲擊
- 非常嚴重：恐怖襲擊即将发生或已经发生。

愛爾蘭的恐怖警报系统由愛爾蘭和平衛隊負責管理，而香港的恐怖警报系统由保安局轄下的跨部門反恐專責組負責管理。